# Asier Illarramendi
Asier Illarramendi Andonegi (ur. 8 marca 1990 w Mutriku) – hiszpański piłkarz, występujący na pozycji pomocnika.

## Kariera klubowa
Illarramendi jest wychowankiem Realu Sociedad. Przez pierwsze lata kariery występował tylko w drużynie rezerw, jednak 19 czerwca 2010 roku zadebiutował w pierwszym zespole w meczu Segunda División z Elche CF. 23 stycznia 2011 zadebiutował w Primera División, zaś jego zespół przegrał 1:2 z Villarreal CF. Miesiąc później zagrał od pierwszych minut z Espanyolem. 12 lipca 2013 roku Illarramendi został zawodnikiem Realu Madryt, który skorzystał z klauzuli odstępnego zapisanej w kontrakcie. 18 grudnia 2013 roku strzelił swoją pierwszą bramkę w profesjonalnej karierze w meczu Pucharu Króla z Olimpic Xativa. 26 sierpnia 2015 roku został sprzedany do Realu Sociedad. W sierpniu 2023 w wieku 33 lat przeszedł do MLS zasilając szeregi klubu FC Dallas.

## Statystyki kariery
(aktualne na dzień 20 maja 2019)
| Klub               | Sezon              | Liga               | Liga  | Liga   | Puchar Króla | Puchar Króla | Europa | Europa | Suma  | Suma   |
| Klub               | Sezon              | Liga               | Mecze | Bramki | Mecze        | Bramki       | Mecze  | Bramki | Mecze | Bramki |
| ------------------ | ------------------ | ------------------ | ----- | ------ | ------------ | ------------ | ------ | ------ | ----- | ------ |
| Real Sociedad      | 2009/10            | Segunda División   | 1     | 0      | 0            | 0            | –      | –      | 1     | 0      |
| Real Sociedad      | 2010/11            | Primera División   | 3     | 0      | 0            | 0            | –      | –      | 3     | 0      |
| Real Sociedad      | 2011/12            | Primera División   | 18    | 0      | 0            | 0            | –      | –      | 18    | 0      |
| Real Sociedad      | 2012/13            | Primera División   | 32    | 0      | 2            | 0            | –      | –      | 34    | 0      |
| Real Madryt        | 2013/14            | Primera División   | 23    | 2      | 8            | 1            | 9      | 0      | 40    | 3      |
| Real Madryt        | 2014/15            | Primera División   | 30    | 0      | 2            | 0            | 7      | 0      | 39    | 0      |
| Real Sociedad      | 2015/16            | Primera División   | 33    | 1      | 2            | 0            | –      | –      | 35    | 1      |
| Real Sociedad      | 2016/17            | Primera División   | 34    | 1      | 5            | 0            | –      | –      | 39    | 1      |
| Real Sociedad      | 2017/18            | Primera División   | 36    | 7      | 0            | 0            | 8      | 0      | 43    | 7      |
| Real Sociedad      | 2018/19            | Primera División   | 23    | 1      | 3            | 0            | 0      | 0      | 26    | 1      |
| Ogólnie w karierze | Ogólnie w karierze | Ogólnie w karierze | 233   | 13     | 22           | 1            | 24     | 0      | 280   | 13     |

## Sukcesy

### Klubowe
Real Madryt
- Puchar Króla (1×): 2014
- Liga Mistrzów (1×): 2014
- Superpuchar Europy (1×): 2014
- Klubowe Mistrzostwo Świata (1×): 2014

### Reprezentacja
- Wicemistrzostwo świata do lat 17: 2007
- Mistrzostwo Europy do lat 21: 2013

### Indywidualnie
- Najlepszy Pomocnik Primera División: 2013
- Odkrycie Roku Primera División: 2013